# Renault 7
Renault 7 ("R7") – 4-drzwiowy sedan oparty na modelu Renault 5 produkowany i sprzedawany w Hiszpanii przez należącą do Renault filię, FASA-Renault, w latach 1974-1984.

## Opis modelu
Renault 7 był bardzo podobny do R5, pod względem technicznym samochody są identyczne. R7 miał jednak mniejszą paletę dostępnych silników. R7 posiadał czterodrzwiowe nadwozie typu sedan, z tyłu nadwozia zmodyfikowano bagażnik przez co nadwozie stało się trójbryłowe. Samochody różniły się także zderzakami, w R7 zastosowano metalowe, które sprawiały, że samochód wygląda starzej. Do napędu służył głównie silnik o pojemności 1037 cm³. Powstało około 140 000 egzemplarzy, poza Hiszpanią samochód nie odniósł zbyt dużego sukcesu. Spowodowane było to głównie tym, że Renault oferował większy i praktyczniejszy model 12 za niewiele wyższą cenę.
R7 został wprowadzony do produkcji dwa lata później od R5, następnie model przeszedł w 1979 modernizację. Produkcja została zakończona w roku 1982, kiedy to zadebiutował całkowicie nowy model R9.

## Galeria

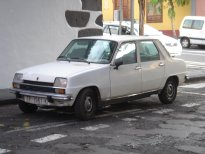
Renault 7
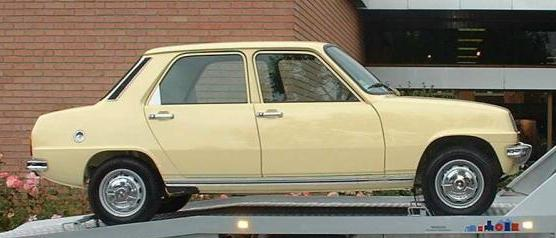
Renault 7
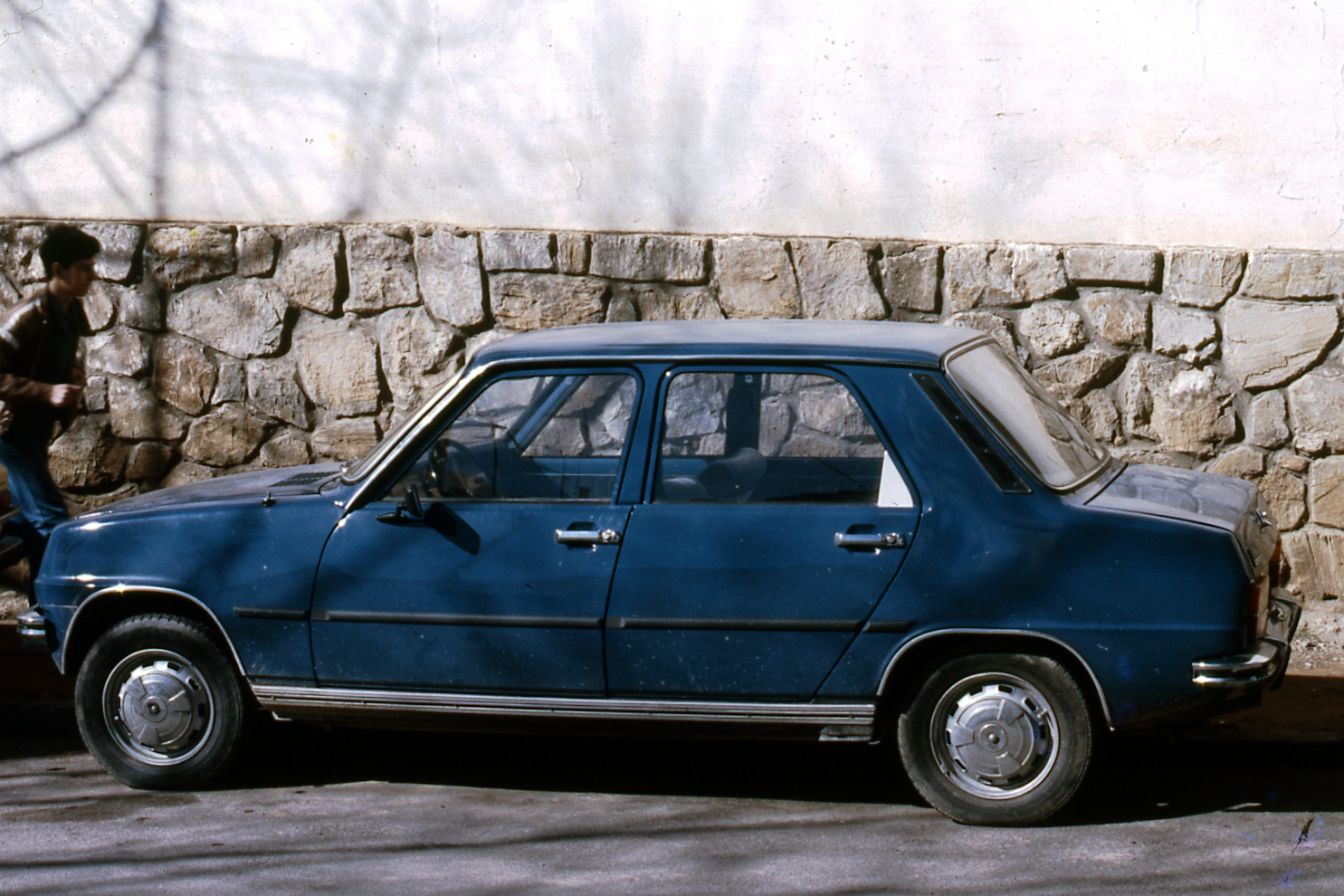
Renault 7